# Drama v Moskve
Drama v Moskve (Russisch: Драма в Москве, "Drama in Moskou") is een film uit 1906 van regisseur Vasili Gontsjarov.

## Verhaal
Een actrice ontvangt een telegram waarin staat dat ze honderdduizend roebel krijgt omdat ze een proces heeft gewonnen. Zij reist met een van haar fans door Moskou, waar ze luxueuze restaurants bezoeken. In een park probeert hij haar te kussen, en als zij hem afwijst, schiet hij haar dood en probeert hij daarna zelfmoord te plegen. Dit mislukt echter. Hij wordt uiteindelijk vrijgesproken door de rechtbank.

## Rolverdeling
| Acteur                 | Personage       |
| ---------------------- | --------------- |
| Aleksandra Gontsjarova | Actrice         |
| Pjotr Tsjardynin       | Fan van actrice |